# Semanotus juniperi
Semanotus juniperi là một loài bọ cánh cứng trong họ Cerambycidae.